# Pierre Martin Ngô Đình Thục
Pierre Martin Ngô Đình Thục, wiet. Phêrô Máctinô Ngô Đình Thục (IPA: [ŋo ɗîɲ tʰùkp]) (ur. 6 października 1897 w Huế, zm. 13 grudnia 1984 w Carthage) – wietnamski duchowny katolicki, arcybiskup metropolita Huế w latach 1960–1968, arcybiskup tytularny Bulla Regia w latach 1968–1984.
Pierre Martin Ngô Đình Thục był jednym z kilku hierarchów rzymskokatolickich, którzy w latach 70. XX wieku otwarcie sprzeciwili się postanowieniom Soboru Watykańskiego II i konsekrowali bez zgody papieża biskupów dla wspólnot tradycjonalistów katolickich. Był związany z sedewakantyzmem.

## Życiorys
Pierre Martin Ngô Đình Thục pochodził z arystokratycznej rodziny wietnamskiej wyznającej katolicyzm. Był drugim synem cesarskiego ministra Ngô Đình Khả. Łączyło go bliskie pokrewieństwo z elitami politycznymi Wietnamu. Jego braćmi byli m.in. prezydent Wietnamu Południowego, Jean Baptiste Ngô Đình Diệm oraz generał Ngô Ðình Nhu. Jego siostrzeńcem był wietnamski kardynał, François Xavier Nguyễn Văn Thuận.
Od młodości przeznaczony do kariery duchownej. W wieku 12 lat wstąpił do niższego seminarium duchownego w An Ninh, a następnie do wyższego seminarium duchownego w Huế. Po studiach w Wietnamie udał się po dalsze nauki do Europy. Był studentem Uniwersytetu Gregoriańskiego w Rzymie i Sorbony w Paryżu. 20 grudnia 1925 przyjął święcenia kapłańskie z rąk biskupa Eugeniusza Marii Józefa Allys.
W 1927 roku z doktoratami z teologii, filozofii i prawa kanonicznego powrócił do Wietnamu. Został wykładowcą akademickim. W 1938 roku otrzymał urząd wikariusza apostolskiego Vĩnh Long oraz został biskupem tytularnym Saesina. Sakrę biskupią przyjął 4 maja 1938 roku z rąk arcybiskupa Antonina Fernanda Drapier.
W 1957 roku założył uniwersytet w Đà Lạt. W 1960 roku został mianowany arcybiskupem metropolitą Huế. Z uwagi na pokrewieństwo z prezydentem Wietnamu Południowego jego osoba była w zainteresowaniu opinii publicznej. W trakcie wojny wietnamskiej przebywał poza Wietnamem Południowym, a po jej zakończeniu stał się emigrantem. Mieszkał w: Rzymie, Luksemburgu, Casamari, Arpino, a później w Tulonie.
Metropolita Ngô Đình Thục uczestniczył w obradach Soboru Watykańskiego II. Podczas tego zgromadzenia biskupów przyjął postawę integryzmu. W latach 70. XX wieku zbliżył się do ruchu katolickich tradycjonalistów nie zgadzających się z postanowieniami Soboru Watykańskiego II. 31 grudnia 1975 roku udzielił święceń kapłańskich kilku członkom Zakonu Karmelitanów od Najświętszego Oblicza z El Palmar de Troya, a następnie 11 stycznia 1976 roku bez zgody Stolicy Apostolskiej udzielił konsekracji biskupiej pięciu księżom palmariańskim, co stało się przyczyną jego ekskomuniki z mocy samego prawa (latae sententiae).
Niedługo po tym wydarzeniu arcybiskup Pierre Martin Ngô Đình Thục zdołał pogodzić się z papieżem Pawłem VI, zerwał współpracę z sektą Clemente Domínguez y Gómeza. Po ponad rocznej pokucie powrócił do jedności z Kościołem rzymskokatolickim. W 1977 i 1978 roku dokonał jednak ponownie bez mandatu papieskiego konsekracji sub conditione dwóch byłych biskupów palmariańskich i jednego byłego biskupa starokatolickiego.
W 1981 roku ponownie ściągnął na siebie ekskomunikę latae sententiae, gdy związał się z ruchem sedewakantyzmu i udzielił bez zgody Stolicy Apostolskiej sakry biskupiej byłemu dominikaninowi Michelowi Louisowi Guerardowi des Lauriers oraz dwóm meksykańskim teologom Moisesowi Carmona y Rivera i Adolfowi Zamora y Hernandez. W 1982 roku stało się głośne jego publiczne wystąpienie w Monachium, gdy ogłosił, że nie uznaje Jana Pawła II za papieża, a katedra rzymska jest jego zdaniem wakująca.
Ostatnie lata życia arcybiskup Pierre Martin Ngô Đình Thục spędził w Stanach Zjednoczonych Ameryki jako episcopus vagans. Początkowo we wspólnocie amerykańskich sedewakantystów, a pod koniec życia w diasporze wietnamskich księży i zakonników w Carthage w stanie Missouri. Tuż przed śmiercią pojednał się z Rzymem.